# 尹祚芊
尹祚芊，籍貫四川省德陽縣，曾任中華民國監察院第4、5屆監察委員，她曾在2000年就「整合式健康照护系统」提出相關建議。

## 家庭
已婚。育有一子。

## 外部連結
- 監察委員 尹祚芊女士 （页面存档备份，存于）
- 跟著時代向前走的護理人---尹祚芊